# FlWriter
FlWriter è un programma di word processor open source per il sistema operativo DOS del tipo WYSIWYG. Utilizza per la gestione dell'interfaccia utente il porting DOS della libreria grafica FLTK.
È stato concepito per l'ambiente Linux da Jean-Mark Lienher nel 2002 (attualmente lo sviluppo Linux appare fermo) e portata in DOS da Georg Potthast nel 2012. È al 2015 l'unico wordprocessor in ambiente DOS costantemente aggiornato e open source, in quanto praticamente tutti i software proprietari hanno dismesso la versione DOS. È utilizzabile in altri sistemi operativi sotto emulatori come DOSBox o DOSEMU. In questo caso, computer con scarsità di risorse potrenno essere usati senza rallentamento nelle prestazioni, vista la "snellezza" del pacchetto.

## Caratteristiche
Flwriter usa il formato XHTML come supporto di lavoro, ed è quindi in grado di inserire testi formattati e immagini nel testo in scrittura. Ha la possibilità di caricare alcuni font forniti e di aggiungere fonts esterni (seppur non in modo automatico come con altri word processor). Possiede una "tastiera virtuale" per l'inserimento di caratteri speciali (simboli, alfabeto greco, ebraico, ecc.).

### Formati di testo gestiti
Flwriter, come già specificato, usa XTML quindi qualsiasi file non HTML viene convertito, sia che venga importato sia che venga esportato nel wordprocessor.

### Files importabili
- testo (.TXT)
- HTML (.HTM)
- Rich Text Format (.RTF)
- Office Open XML (.DOCX, XML) - solo testo, no immagini
- Open Document Text (.ODT) - solo testo, no immagini
- Pdf e Postscript (.PDF, .PS) importazione completa immagini e testo (basata su Ghostscript per DOS)

tramite apposito programma di supporto da installare separatamente sono importabili
- Ms Word da vers. 2 a 10 (.DOC) importazione testo e immagini (basata su Wvware per DOS)
- LaTeX (.TEX)
- Wordperfect 5.1 (.WPS)

### Files esportabili
- Html (.HTM) testo e immagini
- Rich text file (.RTF) no immagini
- Latext (.TEX)
- testo (.TXT)
- Pdf e Postscript (.PDF, .PS) esportazione completa immagini e testo (basata su Ghostscript per DOS)

## Problemi segnalati
Nell'esportazione del formato .rtf talvolta il programma non riconosce il termine del tratto sottolineato continuando oltre il desiderato.
L'importazioni di immagini da html o ms word talvolta fallisce. Problema legato al formato creato dal programma da cui proviene il file. Questi bug sono in attesa di patch nella prossima release.